# فينانس كوم
فينانس كوم شركة قابضة مالية مغربية، هي ثاني أهم مجموعة مالية بعد مجموعة أونا في المغرب، مؤسسها هو عثمان بنجلون، من أهم ممتلكات المجموعة البنك المغربي للتجارة الخارجية وشركة التأمين الملكية الوطنية للتأمين، كما تمتلك 30 في المائة من ميدي تيليكوم ووسائل الاعلام بامتلاكها نسبة 23 في المائة من إذاعة البحر الأبيض المتوسط الدولية ميدي آن. كما أنشأت مصرف ميدي كابيتال في لندن.

## تاريخ
في سنة 1989 بدأ بنجلون المشوار الذي سيقوده لإنشاء مجموعته المالية الخاصة بشراء حصص الورثة في الشركة الملكية للتأمين. ورغم أن هذه الأخيرة لم تكن شركة كبيرة، إلا أنها تكتسي أهمية رمزية وتاريخية بالنسبة للقطاع المالي المغربي، فتأسيسها يعود إلى مرحلة النضال الوطني من أجل استقلال المغرب، إذ تم تأسيسها سنة 1949 من طرف مجموعة من المنتسبين للحركة الوطنية كان يحدوهم الطموح لوضع اللبنات الأولى لاقتصاد المغرب المستقل. وشكل إطلاق اسم «الملكية» على الشركة في ذلك الوقت تحديا للسلطات الاستعمارية اعتبارا لدور الملك محمد الخامس في قيادة معركة التحرير الوطني.
وعندما تسلم عثمان بنجلون زمام «الشركة الملكية التأمين» اعتمد في إدارتها الصرامة في احترام الضوابط والمعايير المعتمدة دوليا في إدارة نشاط التأمين. وجنب هذا المنهج الشركة مطب الدخول في حرب الأسعار والصراع المحموم حول حصص السوق الذي زج بقطاع التأمينات المغربي في أزمة خانقة خلال التسعينات والذي أدى إلى إفلاس 5 شركات تأمين. ورغم أن الشركة الملكية ظلت شركة صغيرة إلا أنها اكتسبت بفضل سياستها الصارمة قاعدة مالية صلبة، إذ كان هامش سيولتها في منتصف التسعينات يقدر بنحو 3000%، وتمكنت بذلك من التقدم بعرض غير قابل للمنافسة عندما طرحت الدولة حصصها في مصرف «البنك المغربي للتجارة الخارجية» للبيع.
وأثار فوز بنجلون بصفقة تخصيص «البنك المغربي للتجارة الخارجية» عام 1995 عدة انتقادات داخل وخارج المغرب، وعبر خبراء مؤسسات مالية دولية عن تخوفهم من الأخطار التي يمكن أن تنجم عن سيطرة الرأسمال الصناعي على الرأسمال المصرفي.
في بداية يناير 2008 أعلنت مجموعة فينانس كوم عن عزمها التوسع في قطاع الاتصالات وتكنولوجيا المعلومات الجديدة، عبر طرح أسهم شركتها التابعة «فيناتيك» في اكتتاب عام بقيمة ملياري درهم مغربي (260 مليون دولار)، في بورصة الدار البيضاء، لمستثمرين محليين وأجانب.

## فروع
- البنك المغربي للتجارة الخارجية
- أفريكا تلديس كوم
- حنوتي
- ريسما
- ميديتلكوم
- ستيام
- ضيعة أضاروش
- الملكية الوطنية للتأمين
- ميدي آن
- مصرف ميدي كابيتال